# Jardin Mary-Cassatt
Le jardin Mary-Cassatt est un espace vert du 12e arrondissement de Paris, en France.

## Situation et accès
Le jardin est accessible par le 60, boulevard de Picpus.
Il est desservi par la ligne 6 à la station Picpus.

## Origine du nom
Ce site rend hommage à Mary Stevenson Cassatt, dite Mary Cassatt (1844-1926), peintre et graveuse américaine.

## Historique
Le jardin est créé en 1984.